# Vincenzo Alberto Annese
Vincenzo Alberto Annese (Bisceglie, Italia, 22 de septiembre de 1984) es un exjugador y entrenador de fútbol italiano. Actualmente dirige a la selección de Afganistán.

## Inicios
Annese quiso seguir los pasos de su padre, exjugador de fútbol del Molfetta Sportiva, y se unió al Os Belenenses equipo juvenil. Annese comenzó su carrera futbolística como mediocampista en el equipo juvenil del Venezia. Más tarde jugó para los clubes locales Martina Franca, Noicattaro y Leonessa Altamura.
Después de una breve carrera como jugador, Annese cambió su enfoque hacia el entrenamiento. Asistió al Instituto Superior de Educación Física (ISEF) en la Universidad de Foggia y la Universidad de Verona, centrándose en la adaptación de los deportes a las personas discapacitadas.

## Carrera como entrenador

### Inicios
Annese comenzó su carrera como entrenador profesional en el equipo juvenil de Fidelis Andria en 2010. En 2013, se unió al Foggia como cuerpo de entrenamiento. De 2015 a 2016, fue entrenador técnico con Armenia en varios niveles internacionales juveniles.

### Bechem United
En enero de 2017, se convirtió en nuevo entrenador del Bechem United como entrenador para la temporada 2017. Bajo su mandato, el club obtuvo el subcampeonato de la Supercopa de Ghana.

### Ahli Al-Khaleel
El 25 de julio de 2017, Annese se unió Ahli Al-Khaleel en un contrato de un año como entrenador. Logró llevar al club a las finales de la Copa de Palestina y a la Supercopa West Bank.

### PSIS Semarang
El 24 de marzo de 2018, Annese se unió a PSIS Semarang como entrenador para la temporada 2018.

### Belice
El 17 de junio de 2019, Annese firmó por un año con la Selección de Belice como entrenador. El 30 de junio de 2020, dejó su cargo ya que su contrato no fue renovado.

### Gokulam Kerala
El 19 de agosto de 2020, Annese se unió al club de la I-League Gokulam Kerala. Con él, el club ganó su primer título de I-League en la temporada 2020-21 y se clasificó para la fase de grupos de la Copa AFC 2022.
Annese hizo historia en la I-League con la racha invicta más larga de 21 encuentros. El poseedor del récord anterior fue Churchill Brothers, que lo mantuvo durante 17 partidos (del 20 de febrero de 2009 al 22 de enero de 2010). Bajo su mando, Gokulam Kerala ganó el título en la temporada 2021-22 y se convirtió en el primer club en ganar títulos consecutivos en la I-League.
En la apertura de la fase de grupos de la Copa AFC de 2022, Gokulam Kerala logró una histórica victoria por 4-2 contra el ATK Mohun Bagan. El 1 de junio de 2022, Annese anunció que no continuaría en el club.

### NorthEast United
El 8 de diciembre de 2022, Annese se unió al NorthEast United de la Superliga india como nuevo entrenador después de que el club despidiera a Marco Balbul a mitad de temporada. Los Highlanders ganaron su primer y único partido de la temporada bajo el mandato de Annese, venciendo al ATK Mohun Bagan.

### Nepal
El 1 de marzo de 2023, la Asociación de Fútbol de Nepal lo anunció como entrenador del país tras la partida de Abdullah Al-Mutairi y el puesto vacante durante meses.En octubre de 2024, fue reemplazado en su cargo por Nabin Neupane.

### Afganistán
El 27 de mayo de 2025, asumió al frente de la selección de Afganistán.

## Clubes

### Como jugador
| Club              | País   | Año       |
| ----------------- | ------ | --------- |
| Venezia           | Italia | 1999-2001 |
| Martina Calcio    | Italia | 2001-2002 |
| Noicattaro Calcio | Italia | 2002-2003 |
| Leonessa Altamura | Italia | 2003-2004 |

### Como entrenador
| Club                    | País       | Año           |
| ----------------------- | ---------- | ------------- |
| Fidelis Andria 2018     | Italia     | 2010-2013     |
| Foggia                  | Italia     | 2013-2014     |
| Paide Linnameeskond     | Estonia    | 2014-2015     |
| JFK Saldus              | Estonia    | 2016-2017     |
| Bechem United           | Ghana      | 2017          |
| Ahli Al-Khaleel         | Palestina  | 2017-2018     |
| PSIS Semarang           | Indonesia  | 2018          |
| Liria Prizren           | Kosovo     | 2018-2019     |
| Selección de Belice     | Belice     | 2019-2020     |
| Gokulam Kerala          | India      | 2020-2022     |
| NorthEast United        | India      | 2022-2023     |
| Selección de Nepal      | Nepal      | 2023-2024     |
| Selección de Afganistán | Afganistán | 2025-presente |

## Palmarés

### Como entrenador

#### Campeonatos nacionales
| Título             | Club           | País  | Año  |
| ------------------ | -------------- | ----- | ---- |
| Supercopa de Ghana | Bechem United  | Ghana | 2017 |
| I League           | Gokulam Kerala | India | 2021 |
| I League           | Gokulam Kerala | India | 2022 |